# Documento di posizione
Un documento di posizione (in inglese position statement, espressione traducibile in italiano anche come "presa di posizione", "documento di sintesi" o "documento che illustra la posizione") è un saggio che presenta un'opinione su una questione, tipicamente quella dell'autore o di un'altra entità specificata, come ad esempio un'azienda, un partito politico, ecc. I documenti di posizione sono pubblicati nel mondo accademico, in campo politico, legislativo e in altri settori.
I documenti di posizione (denominati anche paper) vanno dal formato più semplice di una lettera al direttore fino a quello più complesso sotto forma di un documento di posizione accademico. I documenti di posizione sono usati anche dalle grandi organizzazioni per rendere pubbliche le convinzioni e le raccomandazioni ufficiali del gruppo.

## In campo accademico
I documenti di posizione nel mondo accademico consentono la discussione su temi emergenti senza bisogno della sperimentazione e delle ricerche originali normalmente presenti in un documento accademico. Comunemente, tale documento convaliderà le opinioni o le posizioni esposte con prove derivanti da una discussione ampia e obiettiva del tema.

## In campo politico
I documenti di posizione sono molto utili in contesti in cui è importante una comprensione dettagliata del punto di vista di un'altra entità; come tali, essi sono usati comunemente dalle campagne politiche, dalle organizzazioni governative, nel mondo diplomatico, e negli sforzi tesi a cambiare i valori (ad es. attraverso gli annunci di pubblico servizio) e nella creazione di marchi organizzativi. Essi sono anche una parte importante del processo delle Simulazioni ONU (Model United Nations).
Nel governo, un documento di posizione si colloca da qualche parte tra un libro bianco e un libro verde nel quale il governo afferma opinioni definite e propone soluzioni ma non arriva fino a dettagliare piani specifici per l'attuazione.

## In campo giuridico
In diritto internazionale, il termine per un documento di posizione è promemoria. Un promemoria è un memorandum che espone i punti secondari di una discussione o di un disaccordo proposti, usato specialmente nelle comunicazioni non ufficiali.